# Titus van Rijn
Titus van Rijn, baptisé le 22 septembre 1641 à Amsterdam et mort le 7 septembre 1668  dans la même ville, est le quatrième et seul enfant survivant de Rembrandt van Rijn et Saskia van Uylenburgh. Titus apparaît plusieurs fois comme figurant ou modèle dans les tableaux et études de son père.

## Biographie
Après la faillite de Rembrandt en 1656, Titus reprend, avec la concubine de son père, Hendrickje Stoffels, et sa demi-sœur Cornelia, les affaires de son père et crée une galerie d'art spécialisée dans l'œuvre de Rembrandt. À la demande de son père, Titus fait établir un premier testament à l'âge de 15 ans ; deux autres suivent.
Titus épouse en 1668 Magdalena van Loo (1641-1669). Son père Jan van Loo, orfèvre, est le frère de Gerrit van Loo, oncle de Titus car beau-frère (et ancien tuteur) de Saskia. De leur union nait une fille Titia, nommée ainsi en l'honneur de la sœur de Saskia.
Titus van Rijn meurt de la peste en 1668, quelques mois avant la naissance de sa fille et est enterré au Westerkerk à Amsterdam. Son épouse et son père décèdent un an plus tard. Seule héritière légale de son grand-père Rembrandt, Titia reçoit la somme de 3 150 florins en 1671, provenant de la vente de tableaux, dessins et « raretés ». Titia meurt sans laisser d'enfants.